# 罗伯特·骚塞
罗伯特·骚塞（Robert Southey，1774年8月12日—1843年3月21日），英国浪漫派诗人，湖畔詩人之一。1813年被封为桂冠诗人。骚塞还是一位多产的书信作家、文学学者、散文作家、历史学家和传记作家。他为约翰·班扬、约翰·卫斯理、威廉·考珀、奥利弗·克伦威尔和霍雷肖·纳尔逊都写过传记。他还研究葡萄牙及西班牙的国情，写过《巴西历史》和《半岛战争史》。骚塞的诗作往往具有东方风格和异国情调。